# Зумброта (Міннесота)
Зумброта (англ. Zumbrota) — місто (англ. city) в США, в окрузі Гудг'ю штату Міннесота. Населення — 3726 осіб (2020).

## Географія
Зумброта розташована за координатами 44°17′40″ пн. ш. 92°40′23″ зх. д. / 44.29444° пн. ш. 92.67306° зх. д. (44.294504, -92.673009).  За даними Бюро перепису населення США в 2010 році місто мало площу 6,93 км², з яких 6,91 км² — суходіл та 0,01 км² — водойми.

### Клімат
| Клімат : Зумброта     | Клімат : Зумброта | Клімат : Зумброта | Клімат : Зумброта | Клімат : Зумброта | Клімат : Зумброта | Клімат : Зумброта | Клімат : Зумброта | Клімат : Зумброта | Клімат : Зумброта | Клімат : Зумброта | Клімат : Зумброта | Клімат : Зумброта | Клімат : Зумброта |
| Показник              | Січ.              | Лют.              | Бер.              | Квіт.             | Трав.             | Черв.             | Лип.              | Серп.             | Вер.              | Жовт.             | Лист.             | Груд.             | Рік               |
| Середній максимум, °C | −4,7              | −1,1              | 5,8               | 14,6              | 21,8              | 26,5              | 28,5              | 27,3              | 22,8              | 15,8              | 5,1               | −2,2              | 13,4              |
| Середній мінімум, °C  | −15,9             | −12,5             | −5,6              | 1,2               | 7,4               | 12,7              | 15,1              | 13,9              | 9,1               | 2,6               | −4,9              | −12,1             | 1,0               |
| Норма опадів, мм      | 25                | 20                | 51                | 84                | 99                | 114               | 112               | 112               | 89                | 66                | 53                | 30                | 851               |
| --------------------- | ----------------- | ----------------- | ----------------- | ----------------- | ----------------- | ----------------- | ----------------- | ----------------- | ----------------- | ----------------- | ----------------- | ----------------- | ----------------- |
| Джерело: Weatherbase  |                   |                   |                   |                   |                   |                   |                   |                   |                   |                   |                   |                   |                   |

## Демографія
Згідно з переписом 2010 року, у місті мешкали 3252 особи в 1349 домогосподарствах у складі 882 родин. Густота населення становила 470 осіб/км².  Було 1437 помешкань (207/км²).
Расовий склад населення:
| - 95,8 % — білих - 0,7 % — чорних або афроамериканців - 0,7 % — азіатів - 0,5 % — корінних американців |

До двох чи більше рас належало 1,7 %. Частка іспаномовних становила 1,6 % від усіх жителів.
За віковим діапазоном населення розподілялося таким чином: 26,7 % — особи молодші 18 років, 57,3 % — особи у віці 18—64 років, 16,0 % — особи у віці 65 років та старші. Медіана віку мешканця становила 38,2 року. На 100 осіб жіночої статі у місті припадало 88,1 чоловіків;  на 100 жінок у віці від 18 років та старших — 85,9 чоловіків також старших 18 років.
Середній дохід на одне домашнє господарство  становив 57 072 долари США (медіана — 45 947), а середній дохід на одну сім'ю — 69 149 доларів (медіана — 65 278). Медіана доходів становила 46 053 долари для чоловіків та 39 886 доларів для жінок. За межею бідності перебувало 12,7 % осіб, у тому числі 18,6 % дітей у віці до 18 років та 3,4 % осіб у віці 65 років та старших.
Цивільне працевлаштоване населення становило 1349 осіб. Основні галузі зайнятості: освіта, охорона здоров'я та соціальна допомога — 31,9 %, виробництво — 14,4 %, роздрібна торгівля — 9,3 %, сільське господарство, лісництво, риболовля — 6,4 %.